# Halsbrücke
Halsbrücke é um município da Alemanha, situado no distrito de  Mittelsachsen, no estado da Saxônia. Tem 41,07 km² de área, e sua população em 2019 foi estimada em 5.057 habitantes.